# Felgueiras e Maçores
Felgueiras e Maçores (oficialmente: União das Freguesias de Felgueiras e Maçores) é uma freguesia portuguesa do município de Torre de Moncorvo, com 38,93 km² de área e 332 habitantes (censo de 2021). A sua densidade populacional é 8,5 hab./km².
Para além de Felgueiras e Maçores, a União de Freguesias é composta por mais uma aldeia da antiga freguesia de Felgueiras (Quinta do Corisco).

## História
Foi criada aquando da reorganização administrativa de 2012/2013, resultando da agregação das antigas freguesias de Felgueiras e Maçores.

## Demografia
A população registada nos censos foi:
| Distribuição da População por Grupos Etários | Distribuição da População por Grupos Etários | Distribuição da População por Grupos Etários | Distribuição da População por Grupos Etários | Distribuição da População por Grupos Etários | Distribuição da População por Grupos Etários |
| -------------------------------------------- | -------------------------------------------- | -------------------------------------------- | -------------------------------------------- | -------------------------------------------- | -------------------------------------------- |
| Antes da agregação                           |                                              |                                              |                                              |                                              |                                              |
| Ano                                          | 0-14 anos                                    | 15-24 anos                                   | 25-64 anos                                   | >= 65 anos                                   | Total                                        |
| 2001                                         | 72                                           | 46                                           | 277                                          | 266                                          | 661                                          |
| 2011                                         | 9                                            | 44                                           | 160                                          | 247                                          | 460                                          |
| Após a agregação                             |                                              |                                              |                                              |                                              |                                              |
| Ano                                          | 0-14 anos                                    | 15-24 anos                                   | 25-64 anos                                   | >= 65 anos                                   | Total                                        |
| 2021                                         | 8                                            | 10                                           | 127                                          | 187                                          | 332                                          |